# 광주교육대학교
광주교육대학교(光州敎育大學校, Gwangju National University of Education)는 대한민국 광주광역시에 위치한 교육대학이다. 일제강점기인 1923년에 전라남도공립사범학교로 개교한 것이 기원이다.

## 연혁
1929년 지방비로 운영되던 전라남도 공립사범학교는 재정적 부담으로 폐지되었다가 이후, 다시 늘어나는 수요를 충당하기 위해 1938년 관립사범학교인 광주사범학교로 재신설되었다. 1955년 광주사범대학이 중등교원 양성을 위해 따로 설립되어 1961년에 초등교원 양성을 위한 신제사범대학으로 개편되었다. 1962년 광주사범학교와 광주사범대학을 통합하여 2년제 전남대학교 병설 교육대학으로 개편하였다. 1963년 전남대학교에서 분리되어 2년제 광주교육대학이 되었으며, 1981년 교육법 개정에 따라 4년제 광주교육대학으로 승격되었고 1993년 국립학교 설치령에 의해 4년제 교육대학교로 승격되어 교명을 광주교육대학교로 변경하였다. 1996년에 교육대학원이 설치되었고, 2009년에는 곡성교육문화센터가 설립하였다.

## 역대 학장과 총장
| 역대                 | 성명        | 임기                                  |  |
| -------------------- | ----------- | ------------------------------------- |  |
| 제1대 학장(2년제)    | 이창업 선생 | 1962.3.1~1963.11.24                   |  |
| 제2대 학장(2년제)    | 박재각 선생 | 1963.11.25~1964.2.29                  |  |
| 제3ㆍ4대 학장(2년제) | 임종대 선생 | 1966.1.1~1969.7.2, 1969.7.3~1973.7.2  |  |
| 제5ㆍ6대 학장(2년제) | 박정규 선생 | 1973.7.3~1977.7.2, 1977.7.3~1981.3.17 |  |
| 제7대 학장(4년제)    | 김태규 선생 | 1981.3.18~1985.3.17                   |  |
| 제8대 학장(4년제)    | 최성호 박사 | 1985.3.20~1989.3.19                   |  |
| 제9대 학장(4년제)    | 강문주 박사 | 1989.3.22~1993.3.21                   |  |
| 제1대 총장           | 남한식 박사 | 1993.3.31~1997.2.28                   |  |
| 제2대 총장           | 이정재 박사 | 1997.3.1~2001.2.28                    |  |
| 제3대 총장           | 김창현 박사 | 2001.3.1~2005.2.28                    |  |
| 제4대 총장           | 임현모 박사 | 2005.3.1~2008.6.17                    |  |
| 제5대 총장           | 박남기 박사 | 2008.10.23~2012.10.22                 |  |
| 제6대 총장           | 이정선 박사 | 2012.10.23~2016.10.22                 |  |
| 제7대 총장           | 최도성 박사 | 2019.07.08~2023.02.28                 |  |
| 제8대 총장           | 허승준 박사 | 2023.03.06~                           |  |

## 학부
광주교육대학교 모든 학부생은 초등교육학과에 속한다. 다만 초등교사의 전문성을 높이기 위하여 심화과정을 이수한다. 본래 총 12개 심화과정이 설치되어 12개 반으로 구성되었으나, 2014년 특수ㆍ통합교육과가 신설되어 공식적으로 총 13개 심화과정이 되었다. 다만, 특수ㆍ통합교육과는 2015년 기준으로 교육과와 같은 반에 속하여 12개 반으로 구성된 것은 변함이 없다.
| ` |
| --- |
| - 윤리교육과 - 국어교육과 - 사회교육과 - 수학교육과 - 과학교육과 - 체육교육과 - 음악교육과 - 미술교육과 - 실과교육과 - 교육학과 - 영어교육과 - 컴퓨터교육과 - 특수ㆍ통합교육과 |

## 대학원
광주교육대학교 교육대학원은 1996년 3월 1일에 설치되어 1999년 11월 19일 대학원 16개 전공과정이 승인되었고, 거기에 2010년 11월 11일 교육대학원 3개 야간제 전공과정이 추가되었다. 2011년 기준으로 교육대학원에는 총 20개의 석사 교육과정들이 개설되어 있다.
| 개설 전공과정 |
| --- |
| - 교육과정과 수업 - 초등사회과교육 보관됨 2020-11-30 - 웨이백 머신 - 초등체육교육 보관됨 2020-11-30 - 웨이백 머신 - 생활환경기술교육 보관됨 2020-11-30 - 웨이백 머신 - 초등상담교육 보관됨 2020-11-30 - 웨이백 머신 - 유아교육 보관됨 2020-11-30 - 웨이백 머신 - 발명영재·로봇교육 보관됨 2020-11-30 - 웨이백 머신 - 초등도덕교육 보관됨 2020-11-30 - 웨이백 머신 - 초등수학교육 보관됨 2020-11-30 - 웨이백 머신 - 초등음악교육 보관됨 2020-11-30 - 웨이백 머신 - 초등컴퓨터교육 보관됨 2020-11-30 - 웨이백 머신 - 초등교육행정·정책 보관됨 2020-11-30 - 웨이백 머신 - 다문화교육과정 보관됨 2020-11-30 - 웨이백 머신 - 아동문학교육 보관됨 2020-11-30 - 웨이백 머신 - 초등국어교육 - 초등과학교육 - 초등미술교육 - 초등영어교육 - 초등특수교육 - 문화예술교육·기획 |

## 부설기구
총장아래에 6개의 큰 부서가 있고 그 아래에 26개의 작은 기구가 있다.

### 대학본부
대학본부에는 교무처, 학생지원처, 총무처와 기획처가 있다.

#### 기획처
대학의 발전, 학술 연구 활동 진흥 및 대학위상제고를 도모하는 목적을 두고 설립되었다. 1991년 4월 1일 제1대 기획연구실장 박남기 교수를 중심으로 기획연구단이 발족되어 기획연구실, 대학발전기획단, 산학협력기획단, 대학발전연구원, 기획연구처를 거쳐 2012년 10월 23일 기획처로 명칭이 변경되었으며, 2015년 1월 2일 제10대 주대창 교수가 현재까지 기획처장을 맡고 있다. 기존 국제문화예술교육센터는 2014년 풍향문화관이 준공되면서 교육문화원 산하 문화예술교육센터로 이관되었다.

##### 문화예술교육센터(구 국제문화예술교육센터)
인문학과 문화예술을 매개로 문화 해득력을 갖춘 심미적 인재 양성을 위해 국제적인 교육문화(Edu-culture) 컨텐츠를 창작, 공연, 전시, 교육, 교류시키는 미래형 통합 교육 기능을 갖춘 센터를 만들기 위해 세워진 국제문화예술교육센터는 지하 1층에서 지상 4층으로 문화예술교육 전문 인력을 양성, 교사들의 연수프로그램 개발과 보급의 역할을 하게 된다. 2011년 9월 28일 기공식이 있었으며 아울러 국내· 외 교사가 한자리에 모여 각국의 다양한 문화예술교육 연수를 받을 수 있는 국내 대학 최초의 테마 중심 연수원 기능도 수행한다. 2011년 기준으로 국제문화예술교육센터장은 정희남 교수이다.

##### 광주교육대학교 오케스트라
광주교육대학교 필하모니 오케스트라는 광주교육대학교의 부설 기관으로, 2004년 10월 11일 광주교육대학교 필하모니 오케스트라가 창단되었다. 학교 주요 행사의 예식 연주를 하고 있으며, 외부활동으로는 도서벽지 초등학교등에 찾아가는 음악회를 하고 있다. 또한 광주교육대학교 필하모니 오케스트라는 2010년 광주교육대학교 동아리에서 부설기구로 승격되었다. 2015년 기준으로 주대창교수가 단장을 맡고 있다.

### 부속시설
부속시설은 크게 지원시설과 연구시설로 나뉘어 있다. 지원시설에는 도서관, 교육박물관, 정보전산원, 학생생활관, 신문사.방송국, 교수.학습지원센터가 있고 연구시설에는 초등교육연구원, 학생생활연구원, 다문화교육연구원, 자율연구소가 있다.

#### 지원시설

##### 도서관

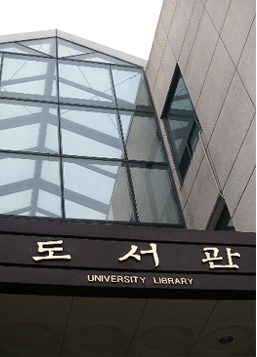
광주교대 도서관

광주교육대학교 도서관은 초등교원의 양성이라는 대학설립의 목적에 부합 국.내외 초등교육관련 자료를 중심으로 수집, 정리하여 학생과 교수의 연구 활동은 물론 일선 초등학교교사의 연구 활동에도 도움을 주고 있다.1995년 광주사범대학 개교와 함께 도서수지가 시작되어 1958년에 광주사범대학 부속도서관으로 명칭이 바뀌었다.1961년 새로운 교육대학으로의 개편과 더불어4호관 112평에 일반열람실,참고도서실,사무실,서고 등 독립된 방과 구분된 열람좌석 100석을 마련하는 등시설이 크게 확장되었다. 1962년 교육대학 부속도서관으로 개명하였고, 1972년 아리랑 동산에 독립건물의 도서관 신축공사가 시작되어 1977년 준공하여, 새로운 시설과 240석의 열람좌석이 갖춰진 현대식 도서관으로 변모하게 되었다.
현재의 도서관은 2003년 증축 및 완공하였다. 2010년 기준으로 총 건평 1,700평에 지하 1층, 지상 3층의 건물과 608석의 열람석, 190,000권의 장서를 소장하고 있으며 200여종의 정기간행물과 각종 비도서 자료는 물론 전자저널, 온라인 데이터 베이스 등을 제공 이용자의 편의를 위한 다양한 서비스를 실시하고 있다. 2011년에는 스마트 캠퍼스 구축의 일환으로 도서관을 리모델링하고 각종 시설을 첨단화하여 교내외 구성원들이 쾌적한 환경에서 각종 자료를 이용할 수 있도록 제공하고 있다.

##### 교육박물관
광주교육대학교 교육박물관은 호남지역의 유일한 교육전문 국립박물관이다. 1986년에 개관하였으며, 교과 및 도서와 상장 및 교육 문서를 전시하고 있다.

##### 정보전산원
정보전산원은 1988년 처음 설치되었으며, 현재 교육매체관 2층에 위치하고 있다. 2008년 정부로부터 "유러닝 기반 선도대학"으로 선정되어 3년간 스마트 캠퍼스 구축사업을 수행하였다. 2012년 기준으로, 10G 내부망과 1G 인터넷망, 11n 규격의 무선 인터넷 서비스등을 제공하고 있다. 2012년 이후 영어교육과 김재혁 교수가 원장을 맡고 있다.

##### 기숙사
광주교육대학교 학생생활관은 학생들에게 면학을 위한 편의를 제공하고 경제적 부담을 경감시키며, 단체생활을 통한 인격 도야에 기여하고, 교사로서의 자질 향상을 도모하게 하도록 하기 위한 설립 목적을 가지고 설립 되었다. 광주 교육대학교 학생생활관은 남자 기숙사(상록원)과 게스트하우스, 여자기숙사(예담원, BTL)로 구성되어 있다. 1989년 11월 21일에 생활관(면적: 1,819.66m2, 실수 33실 1실 2인용) 착공을 하여 1990년 10월 30일에 준공을 하였다. 이후 1992년 10월 15일에 학생기숙사규정이 제정되었다.(규정 제90호) 사생 1인당 침대, 책상, 의자, 옷장, 스탠드가 기본으로 배치되어있고, 모든 학생들의 방은 2인 1실 구조이다. 또, 각 층마다 면학실 이나 체력 단련실 같은 편의 시설들이 있다.

##### 방송국
광주교육대학교 교육방송국은 1980년 ‘광주교육대학교 교육방송실’ (호출부호 T.C.B.: Gwang-ju Teachers College Educational Broadcasting)라는 이름으로 발족하였다. 1983년 신문사와 분리 ․ 독립하여 정규방송을 개시한 이후 1985년에는 방송국으로 승격되었다. 1994년 호출부호를 K.U.E.B.S.(Kwang-ju Unversity of Education Broadcasting System)로, 2002년 G.U.E.B.S.로 변경하였다.
2011년 기준으로 방송국장은 이대현교수가 맡고 있다.

##### 미래교육센터(구 교수학습지원센터)
교수학습지원센터는 2009년 10월 설립되었고 정식기구화 된것은 2010년 4월이다. 교수학습지원센터는 교수님들의 교수활동을 지원할 수 있는 교수지원, 학습자들의 학습활동을 보다 체계적인 방법으로 지원할 수 있는 학습지원, 온라인과 오프라인의 수업을 통합할 수 있는 교육 시스템인 이러닝 지원등의 서비스를 제공하고 있다. 2011년 기준으로, 초대 센터장으로 이미자 교수가 맡고 있다.

#### 연구시설

##### 미래교육혁신원(구 초등교육연구원)
초등교육연구원은 1986년 초등교육연구소로 설립되었고, 2001년 초등교육연구소를 초등교육연구원으로 확대 개편하여 초등교육에 대한 연구와 지원, 교육실습 운영을 통해 초등교원교육 및 초등학교 현장교육의 발전에 기여하고 있다.
주요 업무로는 초등교육연구, 초등교육에 관한 자료 개발과 보급, 초등교육연구’논문지의 발간, 교생 실습의 운영등이 있다. 2011년 기준으로 주대창교수가 원장을 맡고 있다.

### 부설기관
부설기관에는 교육연수원, 시민교육대학(평생교육원), 언어교육원, 영재교육원이 있다.

#### 교육연수원
1963년 4월 1일 최초로 이창업 학장을 원장으로 하고 광주교육대학 부설 초등교육연수원이 설치하였다. 1984년 3월 1일 1,2정자격 통신연수 병행 실험운영연수원으로 지정되었다. 2000년 2월 28일 교원연수에 관한 규정개정령에 의해 초등교육연수원으로 명칭이 변경되었고, 이듬해 12월 1일 교원등의 연수에 관한 규정 제 2조의 규정에 의거 원격교육연수원으로 지정되었다. 2008년 3월 1일 교원 등의 연수에 관한 규정 개정령에 의해 교육연수원으로 명칭을 변경하였다. 2011년 기준으로 원장은 김재봉 교수이다.

#### 시민교육대학(구 평생교육원)
광주교육대학교 평생교육원은 1996년 8월 31일 광주교육대학교 부설 사회교육원의 교육부 인가를 받아 설립되었다. 2005년 4월 1일 광주교육대학교 평생교육원으로 명칭이 변경되었다. 본 평생교육원은 대학교의 사회봉사 기능을 증진시켜 사회교육과 평생교육 이념을 실현함으로써, 지역사회의 교육 문화 수준의 제고는 물론 국가 발전에 이바지 할 목적으로 설립되었다.

#### 언어교육원
광주교육대학교 언어교육원은 재학생들과 지역사회의 구성원의 외국어 교육 및 언어 교육을 담당하기 위해서 설치되었다. 2008년 10월에 설립되었고 현재 총 7명의 외국인 강사들이 영어 교육을 담당하고 있다. 2011년 기준으로 언어교육원장은 선규수 교수이다.

#### 영재교육원
광주교육대학교 영재교육원은 광주ㆍ전남 지역의 유일한 초등교육의 전문기관으로서, 초등학생들 중, 특정분야에 영재성을 지닌 학생들을 조기에 발굴하여 탁월한 재능이 지속적으로 발전될 수 있도록 전문교육을 제공하여 미래에 역량 있는 인재양성을 목표한다.
2008년 11월 17일 설립되어 2009년 8월 5일에 전라남도 교육청 영재교육원으로 지정되고 2009년 10월 7일에는 광주광역시 교육청 영재교육원으로 지정되었다.
2011년 기준으로 수학,과학,발명,정보 영재교육 과정을 운영하고 있다.

### 부설학교
광주교육대학교산하 부설학교로는 광주부설초등학교와 목포부설초등학교가 있다.

### 법인 및 기타
법인 및 기타 시설에는 발전기금재단, 학술진흥장학재단, 산학협력단, 179학생군사교육단이 있다.

#### 산학협력단
광주교육대학교 산학협력단은 2024년 현재 학교기업으로 통합교육지원센터, 로봇창의교육센터, 아동.청소년상담센터, 창의진로진학컨설팅센터, 독서교육센터를 운영하고 있다.

#### 학군단
광주교육대학교 학군단은 교사교육센터에 위치하고 있으며 92년 9월 1일 179 학생군사교육단(ROTC)이란 이름으로 창설되었다. 단장 예하에는 소령이 훈육관 및 교관을 맡고 있으며 군사학교육 전담. 군사교육 및 인성교육을 담당하고 있다. 주요 수상 실적으로는 동, 하계 입영훈련기간에 우수한 성적을 거두어 2008년 종합 우수 학군단으로 선정되기도 하였다.

## 장학내역
광주교육대학교는 신입생과 재학생을 위한 다양한 종류의 장학제도를 운영하고 있다. 2010년부터 재학 중에 장학금을 지급받고 교원에 임용된 후에는 받은 금액만큼 모교에 반환하도록 하여 후배들에게 다시 지급하게 하는 릴레이 장학금 제도를 운영하고 있다.
|  | - 기성회장학금 보관됨 2020-11-30 - 웨이백 머신 | - 본교 학술진흥재단 장학금 보관됨 2020-11-30 - 웨이백 머신 | - 릴레이 장학금 보관됨 2020-11-30 - 웨이백 머신 |

|  | - 입학금 및 수업료면제 장학금 보관됨 2020-11-30 - 웨이백 머신 - 국가장학생(이공계)장학금 보관됨 2020-11-30 - 웨이백 머신 - 국가장학생(이공계) 수시입학성적우수 장학금 보관됨 2020-11-30 - 웨이백 머신 |  | - 국가장학생(인문사회계) 장학금 보관됨 2020-11-30 - 웨이백 머신 - 국가장학생(인문사회계) 수시입학성적우수 장학금 보관됨 2020-11-30 - 웨이백 머신 - 국가미래드림 장학금 보관됨 2020-11-30 - 웨이백 머신 |  | - 국가우수드림(저소득층우수) 장학금 보관됨 2020-11-30 - 웨이백 머신 - 국가희망드림 장학생 장학금 보관됨 2020-11-30 - 웨이백 머신 - 국가근로 장학생 장학금 보관됨 2020-11-30 - 웨이백 머신 |

|  | - [광주은행 장학금] - [미래에셋박현주재단 장학금] - [디딤돌장학회 장학금] |  | - [삼성꿈고른기회 장학금] - [KRA농촌희망재단 장학금] - [빛고을장학회 장학금] |  | - [5·18장학회 장학금] - [성옥장학재단 장학금] - [목정장학회 장학금] |  | - [하림장학재단 장학금 ] |

## 국제교류
최초의 자매결연은 1995년 4월 27일 일본의 나루토 교육대학과 이루어졌다. 1997년에는 전담부서가 구성되어 국제학술대회 개최, 교직원의 해외연수, 외국 대학과의 자매결연을 통하여 공동연구를 수행하고 학생 교류 프로그램을 운영하는 등 본격적인 교류가 이루어졌다. 이후 미국 피츠버그 대학교(University of Pittsburgh)(1997. 5. 1), 미국 일리노이 대학교(University of Illinois at Chicago)(1998. 3. 23), 아프리카 남아프리카대학교(University of South Africa)(1998. 7. 20)등과 자매결연을 새롭게 체결하였다. 자매결연 학교에는 유능한 초등교원으로서 언어 능력의 향상과 국제적 감각의 배양, 다문화적 감수성 향상을 목적으로 학생을 파견해 왔다. 현재 자매결연 국가는 14개, 자매결연 학교는 22개에 이르며 2000년대 후반부터 매년 100여명의 학생들이 파견되고 있다. 이외에도 교수 파견, 직원의 단기 교육 시찰, 자매결연 학교생의 본교 방문 등의 교류가 이뤄지고 있다.

## 학생 활동

### 총학생회
1962년 5월 15일에 제정된 재건학생회칙에 의해 처음으로 발족된 본 대학 학생회는‘전남대학교 병설교육대학 재건학생회’라는 긴 이름으로 출발했다. 그 뒤에 교명이 바뀌고 학생회가 운영되어 오던 중 1975년 6월 26일자로 학생회가 없어지면서 학도호국단이 생기게 되었다. 1979년부터 1980년 4월까지 많은 진통을 겪으면서 6년만인 1980년 4월 24일에 학생회가 부활되었다. 이렇듯 여러 차례의 변모를 거듭해온 총학생회는 학교 축제 및 각종 학교 문제에 대한 대학 본부와의 협의를 주관한다. 총학생회는 총학생회, 대의원회, 과학생회 등으로 구분하여 구성하며, 학생회의 조직과 운영에 관한 사항은 학생 회칙에 따라 정해져 있다. 또한 총학생회의 자치기구로 개별 동아리의 자주적 활동을 보장하는 동아리 연합회와 서광 교지편집위원회, 이경동·한상용 열사의 추모사업위원회가 있다.

### 동아리
광주교육대학교에서는 스포츠. 학술. 예능. 자원봉사. 종교 5개 분과에서 약 40개의 다양한 동아리가 활동하고 있다.
|  | - 달리만듦 - 멘토 - 밝은방 |

|  | - 과풍물패연합(약칭:과풍연) - 극예술연구회 - 더 시크릿(The Secret) | - 무아지경 - 묵향 - 미소(Mr. Soul) | - 솟터 - 수라간 - 아리랑 한사위 | - 아이 싱 유 싱(I sing You sing) - 안티 - 어울림 | - 에루얼싸 - 오즈(Oh Jazz) - 파라다이스(Paradise) | - 한우리 - 합창단 보관됨 2020-08-05 - 웨이백 머신 - 피아니스티(Pianisty) |

|  | - 구회말투아웃 - 리베로(Libero) - 산악회 | - 슬램덩크 - 오리발 - 하이클리어(High Clear) | - FC교대 |

|  | 가톨릭학생회 - C.C.C - E.S.F - I.V.F |

|  | - 희망야학 - RCY |

## 총동문회
광주교육대학교 출신 교우들의 모임인 광주교육대학교 총동문회는 1949년 5월 10일 처음으로 광주사범학교 동창회 총회가 개최하였다. 1965년 광주사범동창회·광주사대동창회·광주교대동창회를 통합 ‘광주교육대학동문회’로 개칭하고 2005년 ‘광주교육대학교 총동문회’명칭을 ‘광주사범·광주사대·교육대학교 총동문회’로 변경하였다.

## 같이 보기
- 광주교육대학교 교육박물관